# 任皇后
任皇后（じんこうごう、生没年不詳）は、成漢の初代皇帝李雄の皇后。弟は成漢の僕射の任顔。天水郡の出身。

## 生涯
建興元年（304年）、李雄が成漢を興すと、王后に立てられた。
任夫人には子がおらず、李雄は妾との間に子を15人設けていた。長男の李越・次男の李覇・四男の李期は任夫人が養育し、他にも李保といった子を育てた。
玉衡5年（315年）1月、皇后に立てられた。
玉衡24年（334年）9月、李期が即位すると、尊んで皇太后に立てられた。
玉恒4年（338年）、大将軍李寿が決起して成都を制圧すると、任皇太后の命だと偽って李期を廃して邛都県公に落とし、別宮に幽閉した。
9月、弟の任顔は李寿誅殺を掲げて反乱を起こしたが、失敗して誅殺された。李寿は連座により李雄の諸子を尽く誅殺した。任夫人もまた憂憤の内に亡くなったという。

## 伝記資料
- 『晋書』載記第21
- 『十六国春秋』巻79